# トラシュブロス (将軍)
トラシュブロス（ギリシア語: Θρασύβουλος, 紀元前440年頃 - 紀元前388年）は、アテナイの将軍で民主政支持者。寡頭政の政権である三十人僭主と戦った。旅行家のパウサニアスは『ギリシア案内記』において、トラシュブロスをアテナイの名士で最優秀の人物と評している。
トラシュブロスはスティリア区の出身で、紀元前411年にアテナイ海軍の将軍を務めた。ペロポネソス戦争でアテナイはスパルタに敗れ、和平締結後に親スパルタの寡頭政政権である三十人政権が成立した。トラシュブロスはテーバイに亡命し、三十人政権の恐怖政治によってアテナイの貴族、富裕層や対立勢力は粛清され、在留外国人であるメトイコイたちも財産没収や処刑の憂き目にあった。
三十人政権への批判が高まり、トラシュブロスは民主派の指導者として内戦を始める。まずアッティカ北部のフュレーの要塞を占拠し、寡頭派の討伐軍を撃退する。トラシュブロスは味方を増やしてペイライエウスのムニキアへ進軍し、勝利を重ねる。のちにスパルタ軍が寡頭派の支援に到着すると民主派は苦戦し、トラシュブロスはメトイコイや奴隷たちに支援を呼びかけ、彼らに市民と同等の税負担の特権（イソテレイア）を与えると約束した。
内戦は、スパルタ王のパウサニアスによって調停され、結果的にアテナイは民主政に戻った。トラシュブロスは大赦を与えて和解を進めるとともに、ペイライエウスから帰った民主派の全参加者に市民権を認めようとしたが、実現はしなかった。紀元前401年にエレウシスに逃れていた三十人政権とも和解し、トラシュブロスは民主政側で内戦に参加した非市民に以下のような報奨を提案し、実現した。
1. 初期にフェレーを占拠した時からの参加者：市民権
2. ペイライエウスのムニキアでの戦闘からの参加者：市民と同等の税負担の特権（イソテレイア）
3. それ以後の参加者：同上

民主政復活後はアテナイの再建に尽くし、コリントス戦争で再びスパルタと戦い、レスボス島にて戦死を遂げた。